# 제2대 클렌카티 백작 리처드 트렌치

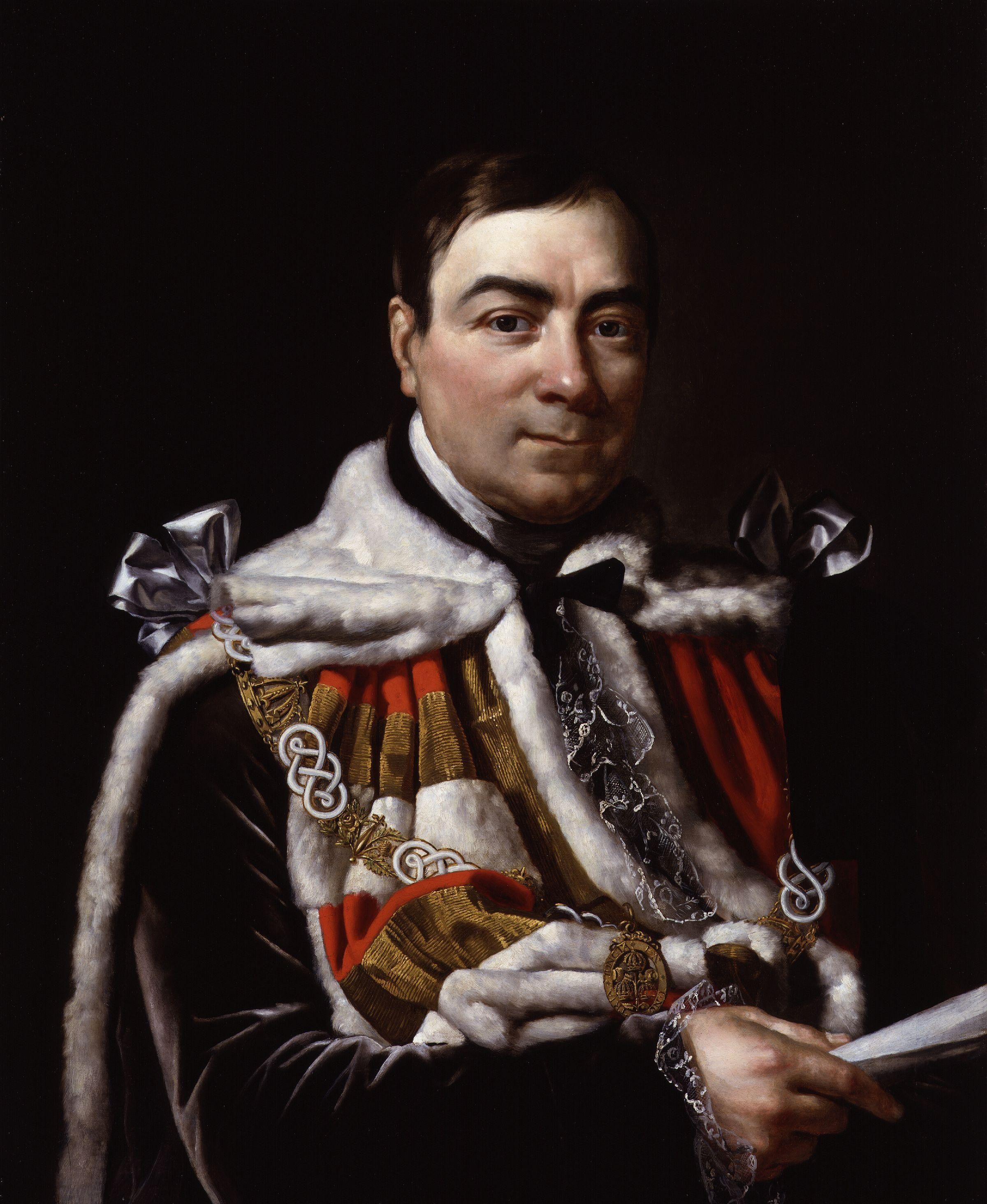
클렌카티 백작 리처드

제2대 클렌카티 백작 리처드 트렌치(Richard Trench, 2nd Earl of Clancarty, 1767년 5월 19일 - 1837년 11월 24일)는 영국의 정치인·외교관이다. 상원의원을 지낼 때 피트의 지지자로 활동했다. 제1대 클렌카티 백작 윌리엄 트렌치와 찰스 가드너의 딸 앤의 아들로 클렌카티 백작 작위를 계승했다.
클렌카티 백작은 네덜란드 주재 영국 대사로서, 또 빈 회의의 참석자로서 네덜란드, 독일 문제 해결 등에 많은 공로를 세웠다. 헤이그에서의 그의 활약에 대한 보상으로 네덜란드로부터도 호이스덴 후작(Markies van Heusden)의 작위를 수여받기도 했다.